# Tyberiusz Juliusz Abdes Pantera
Tyberiusz Juliusz Abdes Pantera (Tiberius Iulius Abdes Pantera; ur. ok. 22 p.n.e. w Sydonie, zm. ok. 40 w Bingium) – rzymski żołnierz pochodzenia fenickiego, łucznik oraz chorąży I Kohorty Sagittariorum, według jednej z teorii (Vita di Gesù, Craveri 1966) identyfikowany z legionistą Pantherą, którego filozof Celsus wzmiankuje w swoich pismach jako biologicznego ojca Jezusa Chrystusa (II w. n.e.). Wszystkie znane informacje o Panterze pochodzą z jego steli nagrobnej odkrytej w niemieckim Bingerbrück (obecnie część Bingen am Rhein) w 1859.

## Życiorys
Nagrobek Abdesa Pantery został odkryty w 1859 podczas budowy linii kolejowej w Bingerbrück. Znajdował się on na terenie miejsca pochówku z czasów rzymskich pośród kilku innych monumentów. Obecnie kamień nagrobny przechowywany jest w Römerhalle w Bad Kreuznach.
| Tib(erius) Iul(ius) Abdes Pantera Sidonia ann(orum) LXII stipen(diorum) XXXX miles exs(ignifer?) coh(orte) I sagittariorum h(ic) s(itus) e(st) | Tyberiusz Juliusz Abdes Pantera z Sydonu, w wieku lat 62 służył lat 40, niegdyś chorąży (?) Pierwszej Kohorty Łuczników spoczywa tu |

Wnioskując z tekstu inskrypcji Abdes Pantera urodził się w Sidonii, identyfikowanej z fenickim Sydonem i służył w Pierwszej Kohorcie Łuczników (Cohors I Sagittariorum). Znaczenie jego syriackiego imienia Abdes jest nadal przedmiotem sporu. Zdaniem niektórych badaczy znaczy ono Sługa (Izydy), inni sądzą, iż było to w rzeczywistości zwykłe syryjskie imię. Pantera (Panthera) jest łacińską nazwą lamparta. Imiona Tyberiusz Juliusz otrzymał prawdopodobnie wraz z rzymskim obywatelstwem, nadawanym po zakończeniu 25 lat służby legionowej, co musiało mieć miejsce za panowania cesarza Tyberiusza pomiędzy 19 a 37 n.e. Pierwsza Kohorta Łuczników stacjonowała w Syrii do 9 n.e. oraz w Bingium (obecnie Bingen am Rhein) w prowincji Germania Superior pomiędzy 17 a 69 n.e. Abdes Pantera służył 40 lat, był prawdopodobnie chorążym kohorty (signiferem) niosącym sztandar (signum) swojej jednostki. Zmarł w wieku 62 lat w Bingium.

## Związki z Jezusem
Rzekomy związek Abdesa Pantery z Jezusem opiera się na interpretacji pism Celsusa, antychrześcijańskiego filozofa i pisarza greckiego obszernie cytowanego przez jego przeciwnika, filozofa i teologa Orygenesa w traktacie Contra Celsum. Według Orygenesa Celsus pisze:
Maria została odrzucona przez jej męża, z zawodu cieślę, po tym jak została skazana (uznana za winną) za niewierność. Wyrzucona przez męża i tułająca się na pustkowiu w niesławie, wtedy w opuszczeniu urodziła Jezusa, z pewnego żołnierza Panthery. (Orygenes, Contra Celsum, 1:28)
Postać nazywana Yeshu ben Pandera wspomniana jest w Tosefcie, jednym ze zbiorów żydowskiego prawa zwyczajowego. Wzmianka ta interpretowana jest niekiedy jako odnosząca się do Jezusa.
Związek Panthery z pism Celsusa oraz Tyberiusza Juliusza Abdesa Pantery jako pierwszy zasugerował Marcello Craveri w książce La vita di Gesù (1966). Oparł się on na założeniu, że informacje Celsusa o nieprawym pochodzeniu Jezusa są prawdziwe oraz powiązał je z osobą żołnierza o zbieżnym imieniu żyjącego w odpowiednim miejscu i czasie, który mógłby być ojcem. Kariera wojskowa zawiodła Abdesa Panterę jako młodego człowieka do Syrii, gdzie znalazł się mniej więcej w czasie poczęcia Jezusa.
Przeciwnicy tej teorii przypominają, że Jezus stanął przed Sanhedrynem, a przywilej ten zgodnie z Pwt 23,3 był zarezerwowany dla ludzi o pochodzeniu bezspornie prawym.